# Danilo Gomes
Danilo Gomes (ur. 15 października 1981) – brazylijski piłkarz występujący na pozycji pomocnika.

## Kariera piłkarska
Od 2002 do 2014 roku występował w EC Bahia, SC Internacional, F.C. Tokyo, Atlas, Cruz Azul, León, Bragantino, Fluminense de Feira, São José, Treze, Paulista, Red Bull Brasil, Guaratinguetá, Mirassol, Salgueiro i Galícia.